# Kypello Ellados 1957-1958
La Coppa di Grecia 1957-1958 è stata la 16ª edizione del torneo. La competizione è terminata il 30 luglio 1958. L'Olympiacos ha vinto il trofeo per la settima volta, battendo in finale il Doxa Dramas.

## Quarti di finale
| Squadra 1     | Risultato    | Squadra 2      |
| ------------- | ------------ | -------------- |
| Olympiacos    | 2 – 1        | AEK Atene      |
| Doxa Dramas   | 3 – 1        | Fostiras       |
| Īraklīs       | 2 – 0 a tav. | Panaigialeios  |
| Panathīnaïkos | 2 – 0 a tav. | Arīs Salonicco |

## Semifinali
| Squadra 1  | Risultato   | Squadra 2     |
| ---------- | ----------- | ------------- |
| Olympiacos | 3 – 0       | Panathīnaïkos |
| Īraklīs    | 1 – 1 (dts) | Doxa Dramas   |

Rigiocata
| Squadra 1   | Risultato | Squadra 2 |
| ----------- | --------- | --------- |
| Doxa Dramas | 1 – 0     | Īraklīs   |

## Finale
| Arbitro: | Savić ( Iugoslavia) |

|                                                              |           |               |
| Gavezos 22’ Bebis 43’ Bebis 63’ Polychroniou 87’ Yfantis 89’ | Marcatori | 52’ Nalbandis |